# Miño de San Esteban
Miño de San Esteban è un comune spagnolo di 89 abitanti situato nella comunità autonoma di Castiglia e León.